# Заас-Альмагелль
Заас-Альмагелль (нім. Saas-Almagell) — громада  в Швейцарії в кантоні Вале, округ Фісп.

## Географія
Громада розташована на відстані близько 105 км на південь від Берна, 50 км на схід від Сьйона.
Заас-Альмагелль має площу 110,4 км², з яких на 0,5% дозволяється будівництво (житлове та будівництво доріг), 6,2% використовуються в сільськогосподарських цілях, 4,8% зайнято лісами, 88,5% не є продуктивними (річки, льодовики або гори).

## Демографія
2019 року в громаді мешкало 363 особи (-6,7% порівняно з 2010 роком), іноземців було 11,3%. Густота населення становила 3 осіб/км².
За віковим діапазоном населення розподілялося таким чином: 15,2% — особи молодші 20 років, 64,5% — особи у віці 20—64 років, 20,4% — особи у віці 65 років та старші. Було 150 помешкань (у середньому 2,4 особи в помешканні).
Із загальної кількості 182 працюючих 16 було зайнятих в первинному секторі, 16 — в обробній промисловості, 150 — в галузі послуг.